# 奇蹟溫泉 (加利福尼亞州)
奇蹟溫泉（英語：Miracle Hot Springs）是位於美國加利福尼亞州克恩縣的一個非建制地區。該地的面積和人口皆未知。

## 地理
奇蹟溫泉的座標為35°34′33″N 118°32′04″W / 35.57583°N 118.53444°W，而該地的平均海拔高度為726米（即2382英尺）。